# Société française de psychanalyse
Pour les articles homonymes, voir SFP.
La Société française de psychanalyse est une association psychanalytique française, créée en 1953 et dissoute en 1963. Son congrès inaugural se tient à Rome en 1953.
Elle a été créée par Daniel Lagache et Jacques Lacan, en partie sous l'impulsion d'une opposition à Sacha Nacht au sein de la Société psychanalytique de Paris, mais également par soutien à l'analyse dite « profane » (pratiquée par les non-médecins) à laquelle s'opposaient Serge Lebovici et Sacha Nacht. 

## Historique
Le 16 juin 1953, lors d'une séance de la Société psychanalytique de Paris, Juliette Favez-Boutonier, Françoise Dolto et Daniel Lagache démissionnent exprimant leur conviction que depuis sa séparation avec l'Institut de psychanalyse, la Société psychanalytique de Paris « n'a plus que le rôle d'une société scientifique » mais qu'« elle paraît actuellement incapable de jouer même ce rôle ». Selon eux, « se pose la question de son existence ». Jacques Lacan les rejoint, en donnant sa démission lors de la même séance.
En juillet 1953, à l'issue du congrès de Londres, l'Association psychanalytique internationale constitue un comité, qu'elle charge de vérifier si les pratiques de la Société française de psychanalyse lui permettent de devenir membre de l'association internationale. Ce comité, dont les membres sont Phyllis Greenacre et Kurt R. Eissler pour les États-Unis, et Jeanne Lampl-de Groot, Donald Winnicott et Hedwige Hoffer pour l'Europe, conclut que le « Groupe Lacan » n'est pas en conformité sur le plan de la formation notamment.
L'Association internationale pose ses conditions pour accepter l'intégration de la SFP en son sein : elle exige la mise à l'écart de Jacques Lacan, qui ne serait plus didacticien. Serge Leclaire, qui est successivement secrétaire puis président de la SFP et membre à titre personnel de l'API, s'efforce, en vain, d'obtenir la réintégration de la Société à l'Association internationale. 
La double intransigeance, de l'API et de Lacan, provoque une nouvelle ligne de partage au sein de la SFP. Alors que Lacan refuse de céder et démissionne, les partisans de la réintégration fondent l'Association psychanalytique de France en 1964 et demandent son affiliation à l'API, tandis que les soutiens de Lacan fondent l’École freudienne de Paris. La Société française de psychanalyse cesse, de fait, d'exister.